# BREC
BREC, System rejonów statystycznych i obwodów spisowych – system będący składnikiem Krajowego Rejestru Urzędowego Podziału Terytorialnego Kraju (TERYT). Obejmuje identyfikatory podziału utworzonego dla potrzeb przeprowadzania narodowych spisów powszechnych i, w okresach międzyspisowych, stanowi operat losowania do prowadzenia reprezentatywnych badań demograficzno-społecznych. Jest to informatyczny zbiór numerów rejonów statystycznych i obwodów spisowych, w którym dla każdego rejonu i obwodu określona jest liczba mieszkań i szacunkowa liczba ludności. 

## Obwody i rejony
Obwód spisowy jest jednostką przestrzenną wyodrębnioną dla spisów powszechnych i innych badań statystycznych według liczby mieszkań i mieszkańców. Rejon statystyczny stanowi przestrzenną jednostkę agregacji danych statystycznych złożoną z kilku, nie więcej niż dziewięciu, obwodów spisowych.
Granice rejonów i obwodów są utrwalone w dokumentacji geodezyjno-kartograficznej zapewniającej:
- kompletność pokrycia terenu całego kraju siecią rejonów statystycznych i obwodów spisowych,
- prawidłową lokalizację wszystkich zamieszkanych budynków w rejonach i obwodach.

Granice rejonów i obwodów są zawsze dostosowane do granic jednostek podziału terytorialnego oraz spójne z granicami obrębów stosowanych w ewidencji gruntów i budynków.